# Colegio de Periodistas de Costa Rica
El Colegio de Periodistas y Profesionales en Ciencias de la Comunicación Colectiva de Costa Rica, más conocido únicamente como Colegio de Periodistas y abreviado como COLPER es un ente público no estatal fundado en 1969 tras la promulgación de la ley número 4420 por la Asamblea Legislativa de Costa Rica.
Por mandato legal el colegio tiene como fines respaldar y promover las ciencias de la comunicación colectiva, defender los intereses de sus agremiados individual y colectivamente; apoyar, promover y estimular la cultura y toda actividad que tienda a la superación del pueblo de Costa Rica; cooperar con todas las instituciones públicas de cultura y contribuir a perfeccionar el régimen republicano y democrático, defender la soberanía nacional y las instituciones de la Nación.
El Colegio está integrado por la Asamblea General, la Junta Directiva, el Tribunal de Honor y Ética, el Tribunal de Elecciones Internas y el Fondo de Mutualidad.

## Historia
La idea de la creación de un Colegio de Periodistas nació de la Asociación de Periodistas de Costa Rica, fundada en 1930, con la idea de legalizar los derechos profesionales adquiridos de los aquellos que hubiesen trabajado como periodistas en el país, independientemente de la tenencia o no de un título académico. La directiva de dicha asociación envió el 7 de julio de 1968 a la Asamblea Legislativa un anteproyecto de ley para la creación del Colegio, el cual fue adoptado para estudio de los diputados de la Comisión de Asuntos Sociales en el mes de agosto de ese año.
El proyecto superó la etapa de primer debate en el Plenario el 8 de septiembre de 1969 y recibió la segunda y última votación al día siguiente. El decreto legislativo se numeró como el 4420 y fue sancionado como Ley de la República por el presidente de la República José Joaquín Trejos Fernández y el ministro de Educación, José Guillermo Malavassi Vargas el 22 de septiembre de ese año.
A inicios de 1970 se integró una comisión para redactar el reglamento de la ley integrada por Guido Fernández del diario periódico La Nación, Alberto Cañas de la Junta Directiva del Colegio de Periodistas y Guillermo Loría del periódico La República.
Un año después se creó el Sindicato Nacional de Periodistas y en 1973 se publicó el Código de Ética del Colegio de Periodistas y se creó el Fondo de Mutualidad.
En abril de 1974 la Asamblea Legislativa promulgó una ley que creó un impuesto del 1% sobre el valor de la factura de publicidad de los medios de comunicación para financiar al Colegio de Periodistas.

## Persecución a periodistas empíricos y condena judicial
En la década de los años ochenta y noventa el Colegio de Periodistas emprendió una campaña de persecución contra aquellas personas que trabajaban como periodistas empíricos, es decir, sin tener un título de una escuela universitaria que los acreditara como graduados de esa carrera. 
Entre los perseguidos se encontraba el locutor y comentarista deportivo, Róger Ajún Blanco, a quien se le denunció y abrió una causa penal en el Juzgado de Instrucción de Nicoya por el delito de "ejercicio ilegal de la profesión" del periodismo, ya que el artículo 22 de la Ley Orgánica del Colegio de Periodistas disponía que "las funciones propias del periodista, sólo podrán ser realizadas por miembros inscritos en el Colegio". 
Por ese motivo Ajún entabló una acción de inconstitucionalidad ante la Sala Constitucional de la Corte Suprema de Justicia el 29 de marzo de 1990, la cual fue resuelta cinco años más tarde, el 9 de mayo de 1995, declarando "con lugar" su reclamo y anulando por inconstitucional el artículo 22 de la Ley Orgánica del COLPER.
La Sala Constitucional tomó esa decisión tras declarar vinculante para Costa Rica lo externado por la Corte Interamericana de Derechos Humanos (Corte IDH) en la Opinión Consultiva OC-5/85 del año 1985, en la que se declaró que una ley de colegiatura obligatoria de periodistas y que además excluyera de este a quienes no fueran graduados de una escuela universitaria era violatorio del artículo 13 de la Convención Americana sobre Derechos Humanos. Por lo anterior la Sala Constitucional eliminó la posibilidad de acusar penalmente el "ejercicio ilegal del periodismo" en Costa Rica. 
En junio del 2019 el Colegio de Periodistas publicó un comunicado en el que amenazaba con acciones legales contra aquellas personas que se presentaran ante el público como periodistas, sin tener un título académico que lo acreditara. Ello le acarreó dos denuncias mediante la figura del recurso de amparo ante la Sala Constitucional de la Corte Suprema de Justicia, la cual los acogió por el fondo el 9 de agosto de ese año mediante sentencia unánime.  
En dicha resolución el Tribunal Constitucional determinó que el Colegio de Periodistas de Costa Rica estaba perturbando el ejercicio del periodismo en Costa Rica, que su amenaza de repercusiones legales contra periodistas empíricos era violatoria del artículo 28 de la Constitución Política del país que se refiere a la libertad de expresión; y que por disposición de Opinión Consultiva OC-5/85 de la Corte Interamericana de Derechos Humanos (Corte IDH) el término "periodista" o "periodista profesional" se refiere únicamente a "aquella persona que ha decidido ejercer la libertad de expresión de modo continuo estable y remunerado".
La Sala condenó al Colegio de Periodistas al pago de costas, daños y perjuicios y le ordenó publicar un comunicado retractándose de sus amenazas a los periodistas empíricos, el cual fue emitido el 25 de septiembre de 2019.

## Junta Directiva
| Puesto            | Nombre                     |
| ----------------- | -------------------------- |
| Presidencia       | Yanancy Noguera Calderón   |
| Vicepresidencia   | Auxiliadora Zúñiga Corea   |
| Secretaría        | Juan Pablo Estrada Gómez   |
| Tesorería         | Marilyn Batista Márquez    |
| Vocalía Primera   | Nazira Castillo Alfaro     |
| Vocalía Segunda   | Emmanuel Miranda Pérez     |
| Vocalía Tercera   | Geovanny Díaz Jiménez      |
| Fiscalía          | Diego Coto Ramírez         |
| Fiscalía Suplente | María Isabel Solís Ramírez |